# Debora Caprioglio
Debora Caprioglio (Mestre, 3 de maig de 1968), és una actriu i showgirl italiana.

## Biografia
Als disset anys va guanyar el concurs Un volto per il cinema i poc després va ser observada per l'actor i director Klaus Kinski, de qui es va prometre i que la va llançar al món del cinema inicialment com a figura no acreditada a Nosferatu a Venice (1988), d'Augusto Caminito, i després debutarà el mateix any que la protagonista, al seu costat, a Grandi cacciatori, també de Caminito, i Kinski Paganini (1989), revisitant la vida de la famós violinista també dirigit per ell, presentat enmig de mil polèmiques al Festival de Canes.
Més tard va ser una de les protagonistes del remake de La maschera del demonio dirigida per Lamberto Bava i, després del final del compromís amb Kinski, va ser Tinto Brass qui la va donar a conèixer definitivament al gran públic encarregant-li el paper de protagonista a pel·lícula eròtica  Paprika (1991). També va ser la protagonista de l'espectacle teatral Lulu dirigit pel mateix Brass, en substitució de Mariangela D'Abbraccio. El mateix any va dirigir un programa de tarda, Conviene far bene l'amore, trasmès per TivuItalia, i va presentar a Canale 5 amb Luca Barbareschi el concurs de cant Sapore di mare.
Després del thriller eròtic Spiando Marina de Sergio Martino i la comèdia Saint Tropez - Saint Tropez de Castellano e Pipolo (ambdues del 1992), Debora Caprioglio va canviar totalment de registre i el 1994, interpretant un papel dramàtic a Con gli occhi chiusi de Francesca Archibugi, va decidir abandonar la imatge de noia sensual i exuberant. Després d' Albergo Roma ' (1996), d'Ugo Chiti, va deixar el cinema per dedicar-se al teatre (al costat de Mario Scaccia, Franco Branciaroli, Mariano Rigillo i Corrado Tedeschi) i a la televisió, protagonitzant nombroses minisèries i telefilms.

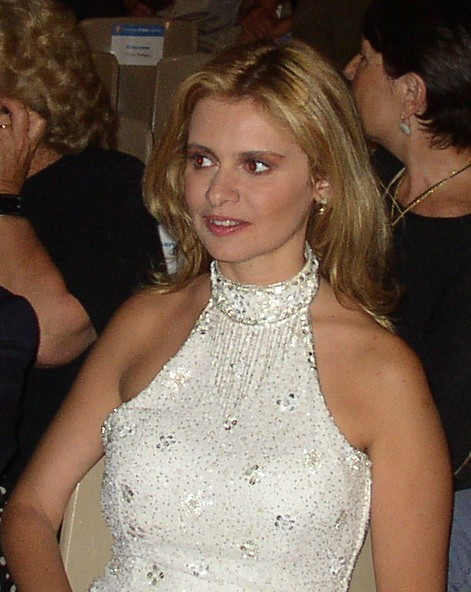
Debora Caprioglio el 2003

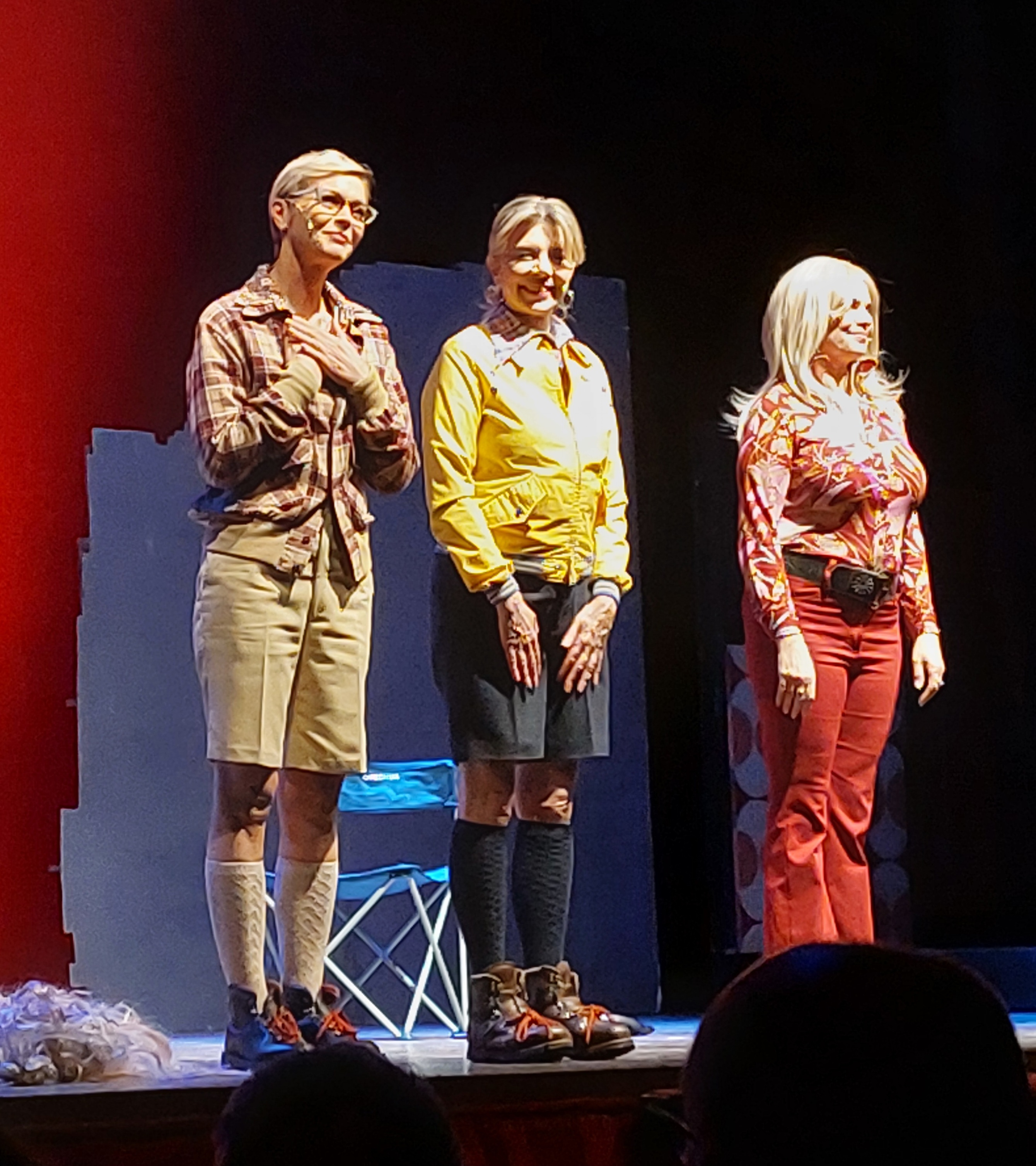
Amb Vittoria Belvedere (esquerra) i Benedicta Boccoli (al centre) interpretant Donne in pericolo, al Teatre Sant Domènec a Crema, el 2024

Del 2003 al 2006 ha participat al Buona Domenica de Maurizio Costanzo al Canale 5, inicialment com a convidada habitual i més tard com a co-presentadora. També l'any 2006 va conduir el programa Afrodite a Alice Home TV, mentre que el 2007 va participar com a competidora a la cinquena edició del reality show L'isola dei famosi, emès a Rai 2, en segon lloc amb el 25% dels vots. El mateix any es troba entre els protagonistes de Morte di un confidente, un telefilm de la sèrie Crimini dirigida per Manetti Bros., mentre que el 2009 va protagonitzar un episodi de la tercer temporada de I Cesaroni. El 7 de setembre de 2008 es va casar amb l'actor i director Angelo Maresca, mentre que el 2010 es va incorporar a l'Alleanza di Centro, convertint-se en la seva directora nacional de cultura i entreteniment.
L'any 2012 va estar entre els protagonistes de la superproducció del cinepanettone Colpi di fulmine, dirigida per Neri Parenti, i de Questo nostro amore, sèrie de televisió emesa a Rai 1 dirigida per Luca Ribuoli, on actua al costat de Neri Marcorè i Anna Valle: participa en la segona temporada de la sèrie el 2014, però només en un episodi. El mateix any va formar part del repartiment de dues produccions cinematogràfiques:: Il pretore, de Giulio Base, i La nostra terra, de Giulio Manfredonia. L'estiu del 2015 va ser la protagonista de la minisèrie emesa per Rai Premium Isola Margarita, rodada l'any 1993 però sense editar durant 22 anys. El 2016 participa en el documental Un'avventura romantica, dirigida per Davide Cavuti. El 6 de genear de 2018 es va estrenar al Teatro Vertigo de Livorno amb el seu monòleg autobiogràfic Debora's Love.

## Filmografia

### Cinema
- Grandi cacciatori, dirigida per Augusto Caminito (1988)
- Kinski Paganini, dirigida per Klaus Kinski - acreditada com Debora Kinski (1989)
- La maschera del demonio, dirigida per Lamberto Bava - acreditada com Debora Kinski (1989)
- Paprika, dirigida per Tinto Brass (1991)
- Spiando Marina, dirigida per Sergio Martino (1992)
- Saint Tropez - Saint Tropez, dirigida per Castellano e Pipolo (1992)
- Con gli occhi chiusi, dirigida per Francesca Archibugi (1994)
- Storie d'amore con i crampi, dirigida per Pino Quartullo (1995)
- Albergo Roma, dirigida per Ugo Chiti (1996)
- Peopling the Palaces at Venaria Reale dirigida per Peter Greenaway (2007)
- Colpi di fulmine, dirigida per Neri Parenti (2012)
- La finestra di Alice, dirigida per Carlo Sarti (2013)
- Il pretore, dirigida per Giulio Base (2014)
- La nostra terra, dirigida per Giulio Manfredonia (2014)
- Un'avventura romantica, dirigida per Davide Cavuti (2016)
- Ménage, dirigida per Angelo Maresca (2018)
- Un marziano di nome Ennio, dirigida per Davide Cavuti (2021)

### Televisió
- Casa Vianello (ep. L'inquilina del 3º piano), dirigida per Paolo Zenatello – sitcom (1993)
- Isola Margherita, dirigida per Vincenzo Badolisani – minisèrie de televisió (1993)[12]
- Addio e ritorno, dirigida per Rodolfo Roberti – telefilm (1995)
- Samson and Delilah, dirigida per Nicolas Roeg – minisèrie de televisió (1996)
- La quindicesima epistola, dirigida per José María Sánchez – telefilm (1998)
- Non lasciamoci più, dirigida per Vittorio Sindoni – sèrie de televisió (1999, 2001)
- Un maresciallo in gondola, dirigida per Carlo Vanzina – telefilm (2002)
- Posso chiamarti amore?, dirigida per Paolo Bianchini – minisèrie de televisió (2004)
- Provaci ancora prof!, dirigida per Rossella Izzo – sèrie de televisió, 4 episodis (2005)
- Ricomincio da me, dirigida per Rossella Izzo – minisèrie de televisió (2005)
- Crimini, episodi Morte di un confidente, dirigida pels Manetti Bros. – telefilm (2007)
- I Cesaroni, dirigida per Francesco Pavolini – sèrie de televisió, episodi 3x16 (2009)
- Questo nostro amore, dirigida per Luca Ribuoli – sèrie de televisió, 7 episodis (2012, 2014)